# ناحیه ولی، شهرستان استارک، ایلینوی
ناحیه ولی، شهرستان استارک، ایلینوی (به انگلیسی: Valley Township, Stark County, Illinois) یک سکونتگاه مسکونی در ایالات متحده آمریکا است که در شهرستان استارک واقع شده‌است.

## خصوصیات
ناحیه ولی ۲۹۳ نفر جمعیت دارد.